# 건원 (남제)
건원(建元, 479년 4월 ~ 483년 1월)은 남제(南齊) 고제(高帝) 소도성(蕭道成)의 연호이다. 3년 9개월 동안 사용하였다. 482년 3월, 고제의 뒤를 이어 즉위한 무제(武帝)가 남은 10개월 동안 이어서 사용하였으며, 483년에 개원하였다.

## 개원
- 유송(劉宋) 승명(昇明) 3년 4월 23일[1](479년 5월 29일)에 남제 건국 후, 연호를 건원(建元)으로 건원함.[2][3][4][5]

- 건원(建元) 5년 1월 2일[6](483년 1월 25일)에 연호를 영명(永明)으로 개원함.[7][3][4][5]

## 연대 대조표
| 건원        | 원년           | 2년        | 3년        | 4년        | 5년        |
| 서기        | 479년          | 480년      | 481년      | 482년      | 483년      |
| 간지        | 기미(己未)     | 경신(庚申) | 신유(辛酉) | 임술(壬戌) | 계해(癸亥) |
| 북위 (北魏) | 태화(太和) 3년 | 4년        | 5년        | 6년        | 7년        |

## 동시대 연호

### 중국
북위(北魏)
- 태화(太和) (477년 ~ 500년)

### 몽골
유연(柔然)
- 영강(永康) (464년 ~ 485년)

## 같이 보기
- 다른 왕조의 같은 연호
  - 전한(前漢) 건원(建元, 기원전 140년 ~ 기원전 135년)
  - 전조(前趙) 건원(建元, 315년 ~ 316년)
  - 동진(東晉) 건원(建元, 343년 ~ 344년)
  - 전진(前秦) 건원(建元, 365년 ~ 385년)
  - 신라(新羅) 건원(建元, 536년 ~ 551년)

- 중국의 연호 목록